# Emily Tarver
Emily Tarver (Estados Unidos, 8 de junho de 1982) é uma atriz, humorista e musicista norte-americana, conhecida pela participação na série Orange Is the New Black.